# Unplugged (Neil Young)
Unplugged è un album acustico live di Neil Young, registrato dal vivo allo Stage 12 degli Universal Studios di Universal City, California (Stati Uniti) durante una videosession per MTV Unplugged il 7 febbraio 1993. È una delle prime uscite di questa fortunata serie.

## Descrizione
Presenta alcuni inediti, come Stringman composta nel 1976 e mai pubblicata su album, e canzoni in versione curiosamente modificata, tanto che Like a Hurricane è eseguita all'organo.
Nella seconda parte della sua esibizione, Young è accompagnato da una band formata dagli stessi musicisti apparsi sull'album Harvest Moon con l'aggiunta di Nils Lofgren.
L'album fu pubblicato in LP solo in Europa, mentre negli Stati Uniti e Canada uscì solo in formato CD; una versione editata del video fu mandata in onda da MTV e successivamente pubblicata come Laserdisc e VHS.
L'album arrivò al #4 nel Regno Unito e al #23 negli Stati Uniti.

## Tracce
1. The Old Laughing Lady – 5:15
2. Mr. Soul – 3:54
3. World on a String – 3:02
4. Pocahontas – 5:06
5. Stringman – 4:01
6. Like a Hurricane – 4:44
7. The Needle and the Damage Done – 2:52
8. Helpless – 5:48
9. Harvest Moon – 5:20
10. Transformer Man – 3:36
11. Unknown Legend – 4:47
12. Look Out for My Love – 5:57
13. Long May You Run – 5:22
14. From Hank to Hendrix – 5:51

## Formazione
- Neil Young: chitarra, armonica, pianoforte, organo, voce
- Nils Lofgren: chitarra, autoharp, accordion, voce
- Astrid Young: coro
- Nicolette Larson: coro
- Ben Keith: chitarra resofonica
- Spooner Oldham: pianoforte, organo
- Tim Drummond: basso
- Oscar Butterworth: batteria
- Larry Cragg: scopa in Harvest Moon